# Birth/Rebirth
Birth/Rebirth es una película estadounidense de terror psicológico de 2023 dirigida por Laura Moss y escrita por Moss y Brendan J. O'Brien. Está inspirada en Frankenstein de Mary Shelley y está protagonizada por Marin Ireland, Judy Reyes, A.J. Lister, Breeda Wool y LaChanze.
La producción tuvo lugar a finales de 2022 y se estrenó en el Festival de Cine de Sundance el 20 de enero de 2023. IFC Films la estrenó en cines de forma limitada el 18 de agosto de 2023.

## Reparto
- Marin Irlanda como Rose[2]
- Judy Reyes como Celie[2]
- A.J. Lister como Lila[2]
- Breeda Wool como Emily[2]
- Monique Gabriela Curnen como Rita[2]
- Grant Harrison como Scott[3]
- LaChanze como Colleen[2]
- Rina Mejia como Pauline[3]

## Producción
Laura Moss ideó un concepto de historia basado en su obsesión con Frankenstein de Mary Shelley a principios de la década de 2000. Moss comenzó un primer borrador de 60 páginas que constaba principalmente de imágenes e ideas para historias. Brendan J. O'Brien, su compañero de escritura desde hace mucho tiempo, describió la trama y escribió el segundo borrador. Moss le explicó a Filmmaker: "Así es como trabajamos: sus borradores son demasiado largos, mis borradores son demasiado cortos. Cambiamos escenas de un lado a otro y, al final del proceso, ni siquiera recordamos quién tocó qué". "Estamos muy casados al final". En 2018, Cinestate se involucró brevemente en el proyecto, pero las partes se separaron debido a diferencias creativas. En 2020, el guion fue seleccionado para participar en el Laboratorio de Guionistas del Instituto Sundance. Ese mismo año, Moss se reunió con Emily Gotto de Shudder, a quien Moss atribuye haber "realmente defendido la película" y haber conseguido financiación. Poco después de que Marin Ireland fuera elegida como protagonista, Rose, quien Moss creía, "catapultó el proyecto hacia adelante". El proyecto recibió luz verde en marzo de 2020, pero todo el trabajo se detuvo con el inicio de la pandemia de COVID-19.
Deadline informó que la película estaría en producción en septiembre de 2022, y Moss haría su debut como director. La fotografía principal se llevó a cabo en Nueva Jersey y el área de Co-op City en la ciudad de Nueva York desde agosto hasta finales de septiembre de 2022. La caricatura Rescue Birds, que aparece en pantalla varias veces, fue creada específicamente para la película. Los realizadores querían utilizar el popular dibujo animado infantil Las mascotas maravilla en cambio, pero no se concedió ningún permiso y Moss dijo: "Queríamos una serie de televisión real, Las mascotas maravilla. Y la buena gente de Las mascotas maravilla nunca nos devolvió la llamada, porque no querían tener nada que ver con esta película..."

## Estreno
Birth/Rebirth se estrenó en el Festival de Cine de Sundance 2023 el 20 de enero de 2023. La película se proyectó en el Festival Internacional de Cine Fantasia el 31 de julio de 2023. Fue estrenado exclusivamente en cines por IFC Films el 18 de agosto de 2023.